# Напади у Бечу 2. новембра 2020.
Напади у Бечу 2. новембра 2020. године била су два повезана терористичка напада која су се одиграла на шест локација у Бечу, главном граду Аустрије. Нападач је пуцао на цивиле у околним кафићима. Убијено је четворо цивила и починитељ док су повређене 23 особе укључујући једног полицајца. Бечка полиција је изјавила да је убијени нападач симпатизер Исламске Државе те да се сматра да напад има исламистички мотив.
Напади су се догодили након што је Аустрија увела друго закључавање (изолацију) ради спречавања ширења ковида 19.

## Починитељ
Терористички напад је извршио 20-годишњи Кујтим Фејзулај. Рођен је 2000. године у Бечу. Родитељи му вуку албанске корене из Тетова, Северна Македонија. Сам Фејзулај је имао двојно држављанство: Аустрије и Северне Македоније.
Фејзулај је пре напада већ имао криминалну прошлост. Он је 25. априла 2019. године осуђен на 22 месеца затвора због терористичког удруживања. Наиме, покушао је да се придружи борцима Исламске државе у Сирији. Међутим, успео је да стигне до Турске где су га тамошње власти ухапсиле и испоручиле Аустрији. Из затвора је условно пуштен после само неколико месеци служења казне, 5. децембра 2019, услед олакшавајућих околности које је имао због својих година.
Пре но што је извршио напад, Фејзулај је на друштвеној мрежи Инстаграм окачио фотографију на којој се види да је наоружан. Управо је то оружје са фотографије користио приликом напада. Постојали су и видео-снимци у којима се Фејзулај заклиње на оданост калифату и вођи Исламске државе.
У тренутку напада, Фејзулај је са собом носио појас са експлозивом, који је заправо био лажан. Такође је био наоружан аутоматском пушком, пиштољем и мачетом.
Своје намере је планирао већ извесно време. Фејзулај је средином јула са својим пријатељем отишао у Словачку како би набавио муницију за „калашњиков”. Тада није успео да купи муницију јер није имао дозволу за оружје. Словачка полиција је информисала и упозорила аустријске колеге на тај догађај, али оно није било значајнији разматрано.

## Жртве
| Држављанство        | Број убијених | Број повређених |
| ------------------- | ------------- | --------------- |
| Аустрија            | 3             | 13              |
| Немачка             | 1             | 4               |
| Словачка            | /             | 2               |
| Авганситан          | /             | 1               |
| Босна и Херцеговина | /             | 1               |
| Кина                | /             | 1               |
| Луксембург          | /             | 1               |
| Укупно              | 4             | 23              |

Четири цивила су убијена у нападу: 39-годишњи аустријски мушкарац, 24-годишња Немица, 44-годишња аустријска жена и 21-годишњи Аустријанац муслиманске вероисповести пореклом из Северне Македоније. Полиција је убила терористу на лицу места.
Још 23 особе су повређене у нападу: тринаест грађана из Аустрије, четири из Немачке, два из Словачке и по један из Авганистана, Босне и Херцеговине, Кине и Луксембурга. Њих седморо је доживело повреде опасне по живот. Међу повређенима је био и 28-годишњи полицајац који је био упуцан док је трајао напад. Повређеног полицајца и старију жену су спасили Палестинац и два Аустријанца (пореклом из Турске) који су унесрећене носили на безбедно место и у хитну помоћ. Након суочавања са нападачем, један од двојице Аустријанаца је био погођен и рањен. Тројица мушкараца су касније били хваљени за поступке које су предузели.